# ماجد الماجد
ماجدد (به عربی: ماجد محمد عبدالله الماجد) (زاده ۱۹۷۳ - درگذشته ۴ ژانویه ۲۰۱۴) فرمانده واحد لبنان و سوریه گردان عبدالله عزام بود. او در نخست‌ روزهای زمستان سال ۲۰۱۳ دستگیر شد و پس از چند روز گفته شد که بر اثر نارسایی کلیوی درگذشته است. ایران که نسبت به مرگ مشکوک او اعتراض دارد پیشتر درخواست کرده بود که به دلیل نقش رهبری او در بمب‌گذاری سفارت ایران در بیروت گروهی از بازجویان ایرانی او را بازجویی کنند عبدالباری عطوان، روزنامه‌نگار برجسته عرب و سردبیر روزنامه الرأی الیوم، در صفحه توییتر خود اعلام کرد که به‌باور او، ماجد الماجد قربانی یک توطئه شده تا نتواند نسبت به جنایت‌ها و اسرار خود اعتراف کند. در پی انتشار اخبار، مرضیه افخم سخنگوی وزارت امور خارجه گفت چنانچه این اخبار صحت داشته باشد هیچگونه خلل و نقصانی در عزم ایران برای پیگیری حقوقی و بین‌المللی حمله هراس‌افگنانه مقابل سفارت جمهوری اسلامی ایران در بیروت ایجاد نمی‌کند.